# Debod
Debod oder Dabod (arabisch ﺩﭔوﺩ, DMG Debod) war ein Dorfbezirk in Unternubien 15 Kilometer südlich von Philae am Westufer des Nils. Bekannt wurde der Ort durch den ptolemäischen Tempel von Debod. Nach dem Bau des neuen Assuan-Staudamms wurde das Dorf von den Fluten des Nassersees überflutet.
Eine einzelne Inschrift mit dem Namen Sethos II. zeigt, dass bereits im Neuen Reich hier ein Bauwerk stand. Doch erst zur Spätzeit scheint hier ein Ort gelegen zu haben, wie die Funde aus dem nahegelegenen Gräberfeld vermuten lassen. Viele Forscher haben angenommen, dass es sich bei Debod um das römische Parembole handelt, in dem die Legio II Traiana vom 2. bis 5. Jahrhundert n. Chr. als Grenzheer stationiert gewesen war.
William John Bankes vermutete, dass die Debod gegenüberliegende Insel Barambroum noch den antiken Namen Parembole bewahrte. Richard William Howard Vyse gab an, dass er nördlich von Debod vereinzelte Ruinen gesehen habe, die er für Überreste des römischen Kastells hielt. Günther Roeder bezweifelte die Existenz der Ruinen und suchte Parembole 3,8 Kilometer südlich in der römischen Festung Wadi Gamr.